# Thảm sát Przyszowice

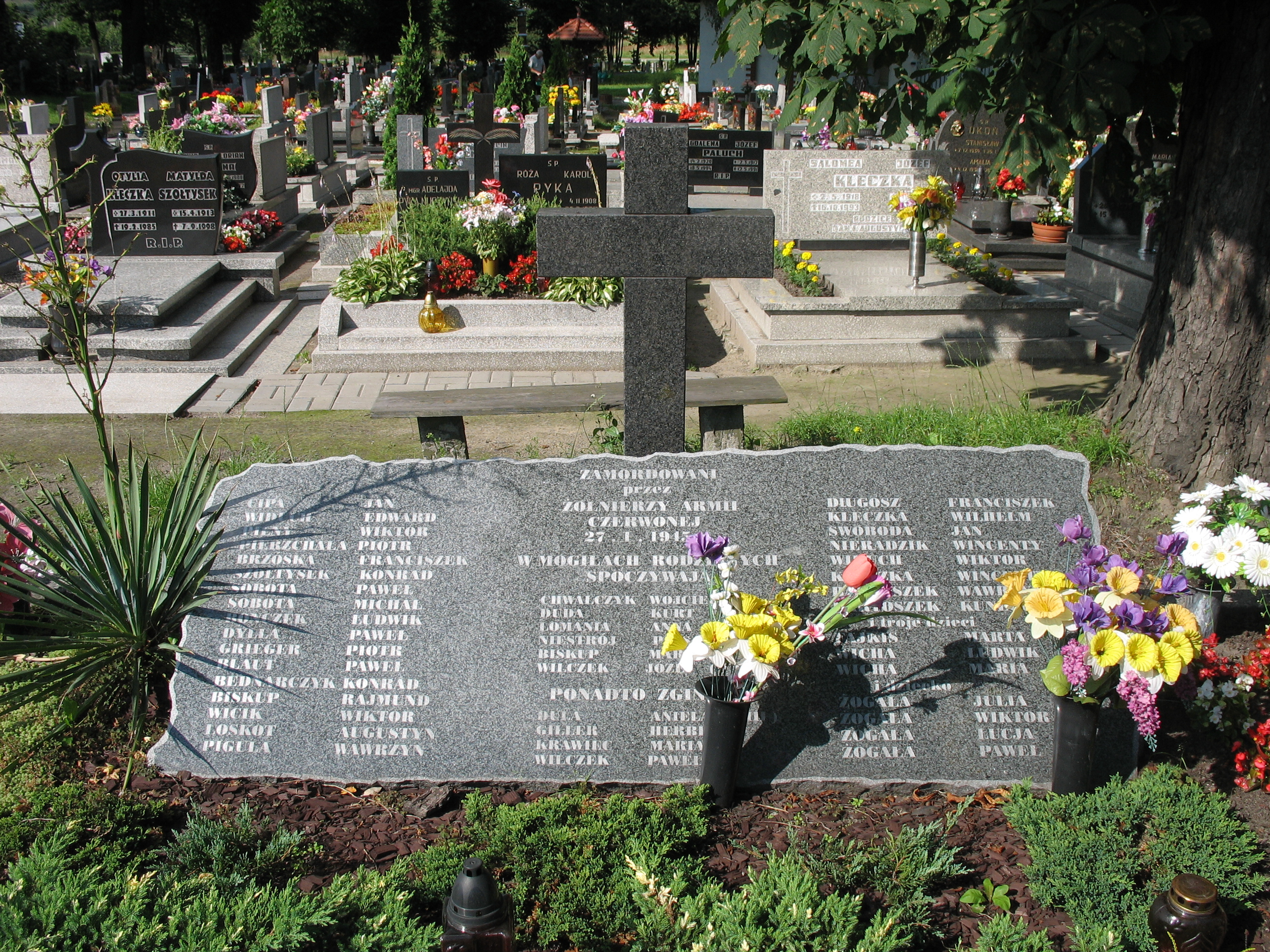
Một tấm biển được làm ra để tưởng niệm dân làng Przyszowice bị thảm sát vào năm 1945

Thảm sát Przyszowice (phát âm: Prít-xô-vích) là cuộc thảm sát gần 60 dân làng Przyszowice tại Ba Lan gây ra bởi Hồng quân Liên Xô trong những ngày cuối của Chiến tranh thế giới thứ hai. Viện Tưởng niệm Quốc gia Ba Lan đã tiến hành nghiên cứu về sự kiện này và tuyên bố rằng cuộc thảm sát là một tội ác chống nhân loại.

## Diễn biến
Trong cuộc tấn công phòng tuyến Vistula-Oder đầu năm 1945, quân đội Xô Viết phá được vòng vây trên sông Vistula để tiến vào lãnh thổ Ba Lan đang bị quân Đức chiếm đóng. Vào cuối tháng giêng, lực lượng Wehrmacht bị phân tán bắt đầu rút lui vào phòng tuyến sông Oder, vốn là biên giới Đức-Ba Lan từ trước chiến tranh. Tuy nhiên, một số đơn vị Đức vẫn giữ nguyên vị trí, chờ lệnh chuẩn bị phản công.
Ngày 23 tháng 1, quân Xô-Viết chiếm được thành phố Gleiwitz, là trung tâm công nghiệp lớn của khu vực. Ngày hôm sau, quân Đức tổ chức phản công, mở màn cho một trận đánh kéo dài ba ngày liền. Đến ngày 26, Hồng quân cuối cùng cũng giành được lại thành phố. Quân Xô Viết bắt đầu tiến vào ngôi làng Pryszowice, ngôi làng cuối giáp biên giới với Đức.
Trong vòng hai ngày liên tiếp sau đó, một cuộc thảm sát dân làng bắt đầu nổ ra. Lính Xô-Viết phóng hỏa vài chục căn nhà và bắn vào người dân đang cố gắng tìm cách dập lửa. Nạn nhân phần lớn là nam giới người Ba Lan nhưng cũng có phụ nữ và trẻ em bị giết hại. Trong số các nạn nhân có 4 tù nhân tại trại tập trung Auschwitz vừa mới trốn thoát được ngày hôm trước. Ngoài vụ bắn giết, lình Xô-Viết còn tham gia hôi của các căn nhà và hãm hiếp một số phụ nữ.  Lưu trữ ngày 23 tháng 5 năm 2008 tại Wayback Machine
Nguyên nhân gây ra cuộc thảm sát vẫn chưa được làm rõ. Một số tác giả cho rằng lình Xô-Viết muốn tìm kiếm sự trả thù cho thiệt hại nặng của họ trong các cuộc đụng độ với quân Đức vào các ngày trước. Chỉ riêng trong trận đánh gần làng Przyszowice, quân Liên Xô mất gần 101 người và bị hư hao 40 xe tăng. Cũng có thể quân Xô-Viết tin rằng mình đã ở trên đất Đức chứ không phải vẫn còn ở lãnh thổ Ba Lan, vì làng Pryszowice nằm ngay sát biên giới, nên đã gây ra cuộc thảm sát tại đây.
Sau cuộc giết chóc, các nạn nhân được chôn trong các nấm mồ tập thể trong một nghĩa trang địa phương. Trong những năm Đảng Cộng sản nắm quyền ở Ba Lan, chi tiết về sự kiện này bị kiểm duyệt và chìm vào quên lãng. Chỉ đến năm 2005, vào dịp kỷ niệm 60 năm vụ thảm sát, một bia tưởng niệm mới được dựng lên. Cũng vào thời gian này, Viện Tưởng niệm Quốc gia Ba Lan mở một cuộc điều tra về sự kiện này, cũng như về các cuộc thảm sát tương tự diễn ra trong vùng. Nhiều tại liệu được cung cấp bởi Bộ Quốc phòng Nga được xem xét nhưng vẫn chưa rõ đơn vị Hồng quân nào đã gây ra cuộc thảm sát. Người ta ước tính được có khoảng 1000 thường dân Ba Lan bị sát hại bởi Hồng quân vào cuối chiến tranh chỉ riêng trong vùng Silesia. 